# Wola Przemykowska
Wola Przemykowska – wieś w Polsce położona w województwie małopolskim, w powiecie brzeskim, w gminie Szczurowa.
| SIMC    | Nazwa        | Rodzaj     |
| ------- | ------------ | ---------- |
| 0832108 | Krowodrza    | część wsi  |
| 0832143 | Natków       | przysiółek |
| 0832114 | Wola Średnia | część wsi  |
| 0832150 | Zajeziorze   | przysiółek |
| 0832120 | Zamłynie     | część wsi  |
| 0832137 | Zamoście     | część wsi  |

W latach 1975–1998 miejscowość administracyjnie należała do województwa tarnowskiego.
We wsi znajduje się Szkoła Podstawowa im. Majora Henryka Sucharskiego, biblioteka publiczna, Dom Ludowy oraz kościół pw. Chrystusa Króla Wszechświata.
Podczas powodzi 17 maja 2010 pękły wały na rzece Uszwica w Kwikowie zalewając między innymi Wolę Przemykowską.
Urodził się tu Stanisław Klimecki – prawnik, działacz społeczny, prezydent Krakowa oraz Jan Stańczyk – działacz socjalistyczny i związkowy.